# Psylla oblonga
Psylla oblonga är en insektsart som beskrevs av Mathur 1975. Psylla oblonga ingår i släktet Psylla och familjen rundbladloppor. Inga underarter finns listade i Catalogue of Life.